# Irving Klaw
Irving Klaw (Brooklyn, 9 novembre 1910 – 3 settembre 1966) è stato un fotografo e regista statunitense, conosciuto soprattutto per essere uno dei primi fotografi a realizzare foto e cataloghi fetish. Una delle sue modelle più famosa fu la pin-up Bettie Page che immortalò per un catalogo di fetish e bondage.

## Biografia
Klaw nacque a Brooklyn. La sua azienda di famiglia, Movie Star News, iniziò come un negozio di riviste. Collaborando con la sorella Paula, che posò e prese parte a diverse foto, iniziò il commercio di immagini bondage e fetish con l'ausilio di ballerine di burlesque come Baby Lake, Tempest Storm e Blaze Starr, utilizzate come modelle. Pubblicò e distribuì anche le avventure illustrate di artisti come Eric Stanton, Gene Bilbrew, Adolfo Ruiz e altri.
Negli anni cinquanta si dedicò al cinema; due dei suoi film più conosciuti furono dei burlesque, Varietease (1954) e Teaserama (1955), entrambi con Bettie Page, mentre un terzo film del 1956 Buxom Beautease ebbe una diversa protagonista. Nello stesso periodo venne incoronato come "re delle pin-up". Sempre in questo periodo, a causa della campagna moralista del senatore Estes Kefauver che attaccò i fumetti additandoli come una delle cause della delinquenza minorile, Klawn fu costretto a chiudere l'attività e a bruciare buona parte dei suoi negativi, circa l'80%; fortunatamente la sorella riuscì a salvare i lavori migliori.
Morì il 3 settembre 1966, a 56 anni non ancora compiuti, a causa di un'appendicite. I figli Arthur e Jeffrey e suo nipote Ira Kramer attualmente gestiscono la Movie Star News.

## Influenze culturali
Di lui si parla nel film diretto da Mary Harron, La scandalosa vita di Bettie Page, uscito nel 2005. Nel film Klaw è interpretato da Chris Bauer.
Lo scrittore e pittore Dino Buzzati lo cita quale fonte di ispirazione di alcune tavole della sua opera grafica Poema a fumetti del 1969.

## Filmografia
- Varietease (1954)
- Teaserama (1955)
- Buxom Beautease (1956)
- Nature's Sweethearts (1963, non accreditato)
- Girls Come Too (1968)
- Betty Page: Pin Up Queen (1998)
- Betty Page: Bondage Queen (1998)
- Dance of Passion (2001, non accreditato)